# Đồng(II) bromat
Đồng(II) bromat là hợp chất vô cơ, một muối của kim loại đồng(II) và axit bromic có công thức hóa học Cu(BrO3)2, tinh thể màu lục, tan trong nước tạo thành tinh thể ngậm nước – tinh thể màu lục lam.

## Điều chế
Sự hòa tan của đồng(II) cacbonat kiềm trong axit bromic sẽ tạo ra hydrat:
{\displaystyle {\mathsf {Cu_{3}(OH)_{2}(CO_{3})_{2}+6HBrO_{3}\ \xrightarrow {} \ 3Cu(BrO_{3})_{2}+2CO_{2}+4H_{2}O}}}
Cũng có thể sử dụng đồng(II) cacbonat để điều chế hợp chất, sau đó làm bay hơi chậm dung dịch.

## Tính chất vật lý
Đồng(II) bromat tạo thành tinh thể màu lục khi khan. Nó tạo thành hexahydrat Cu(BrO3)2·6H2O – tinh thể lục lam, được kết tinh từ các dung dịch nước.

## Tính chất hóa học
Hexahydrat mất nước khi đun nóng:
{\displaystyle {\mathsf {Cu(BrO_{3})_{2}\cdot 6H_{2}O\ \xrightarrow {200^{o}C} \ Cu(BrO_{3})_{2}+6H_{2}O}}}

## Hợp chất khác
Cu(BrO3)2 còn tạo một số hợp chất với NH3, như Cu(BrO3)2·4NH3 là tinh thể màu dương, d = 2,31 g/cm³, nổ ở 140 °C (284 °F; 413 K).